# Dependent Music
 (février 2021).
La mise en forme du texte ne suit pas les recommandations de Wikipédia : il faut le « wikifier ».
Les points d'amélioration suivants sont les cas les plus fréquents :
- Les titres sont pré-formatés par le logiciel. Ils ne sont ni en capitales, ni en gras.
- Le texte ne doit pas être écrit en capitales (les noms de famille non plus), ni en gras, ni en italique, ni en « petit »…
- Le gras n'est utilisé que pour surligner le titre de l'article dans l'introduction, une seule fois.
- L'italique est rarement utilisé : mots en langue étrangère, titres d'œuvres, noms de bateaux, etc.
- Les citations ne sont pas en italique mais en corps de texte normal. Elles sont entourées par des guillemets français : « et ».
- Les listes à puces sont à éviter, des paragraphes rédigés étant largement préférés. Les tableaux sont à réserver à la présentation de données structurées (résultats, etc.).
- Les appels de note de bas de page (petits chiffres en exposant, introduits par l'outil «  Source ») sont à placer entre la fin de phrase et le point final[comme ça].
- Les liens internes (vers d'autres articles de Wikipédia) sont à choisir avec parcimonie. Créez des liens vers des articles approfondissant le sujet. Les termes génériques sans rapport avec le sujet sont à éviter, ainsi que les répétitions de liens vers un même terme.
- Les liens externes sont à placer uniquement dans une section « Liens externes », à la fin de l'article. Ces liens sont à choisir avec parcimonie suivant les règles définies. Si un lien sert de source à l'article, son insertion dans le texte est à faire par les notes de bas de page.
- La présentation des références doit suivre les conventions bibliographiques. Il est recommandé d'utiliser les modèles {{Ouvrage}}, {{Chapitre}}, {{Article}}, {{Lien web}} et/ou {{Bibliographie}}. Le mode d'édition visuel peut mettre en forme automatiquement les références.
- Insérer une infobox (cadre d'informations à droite) n'est pas obligatoire pour parachever la mise en page.

Pour une aide détaillée, merci de consulter Aide:Wikification.
Si vous pensez que ces points ont été résolus, vous pouvez retirer ce bandeau et améliorer la mise en forme d'un autre article.
Dependant music était un label indépendant canadien, possédé et dirigé par les artistes faisant partie du collectif. Dependant Music a été créé par Brian Borcherdt à Yarmouth, Nouvelle Ecosse, en 1994,. Les artistes ayant sorti matérialement un album sous ce label sont Contrived, Brian Borcherdt, Jill Barber, Burnt Black, Heavy Meadows, Holy Fuck, Junior Blue, Land of Talk, The Motes  et Wintersleep.

## Sorties
- dp001 burnt black, happy
- dp002 christopher robin device, self-titled
- dp003 christopher robin device, waster
- dp004 burnt black, nervous wreck
- dp005 chiselhand, self-titled
- dp006 burnt black, a demonstration
- dp007 christopher robin device, lowest form of life
- dp008 burnt black, burned out
- dp009 kary, the sound of beauty breathing
- dp010 trephines, self-titled
- dp011 brian borcherdt, "moth" ep
- dp012 contrived, pursuit of plots
- dp013 heavy meadows, self-titled 2 -lp
- dp014 wintersleep, self-titled
- dp015 junior blue, the search of solid gold
- dp016 contrived, this is why the stars
- dp017 kary, light
- dp018 jill barber, oh heart
- dp019 remains of brian borcherdt, self-titled
- dp020 extra virgin, nude combinations
- dp021 heavy meadows, self-titled 3
- dp022 the motes, remains of false starts
- dp023 wintersleep, untitled
- dp024 remains of brian borcherdt, the remains of...
- dp025 contrived, dead air verbatim
- dp026 holy fuck, self-titled
- dp027 land of talk, applause cheer boo hiss
- dp028 jill barber, for all time